# Riscos Yellowstone
Los riscos Yellowstone («piedras amarillas», en inglés: Yellowstone Crags) son un grupo de riscos que se erosionaron en pináculos llamativos, situados a 8 kilómetros al oeste de la punta Sombría, en el norte de la isla Saunders en las Islas Sandwich del Sur.

## Historia
El nombre fue colocado en 1981 por el Comité de Topónimos Antárticos del Reino Unido (UK-APC) haciendo referencia al color amarillo de las rocas de toba volcánica y su escarpada topografía. No posee un nombre oficial en la toponimia argentina del archipiélago.
La isla nunca fue habitada ni ocupada, y como el resto de las Sandwich del Sur se encuentra bajo control del Reino Unido que la hace parte del territorio británico de ultramar de las Islas Georgias del Sur y Sandwich del Sur, y es reclamada por la República Argentina, que la hace parte del departamento Islas del Atlántico Sur dentro de la provincia de Tierra del Fuego, Antártida e Islas del Atlántico Sur.